# Walem (Antwerpen)
Walem is een dorp in de Belgische provincie Antwerpen en een deelgemeente van Mechelen. Walem was een zelfstandige gemeente tot aan de gemeentelijke herindeling van 1977.

## Geschiedenis
Walem zou zijn ontstaan door de nabijheid van een veer over de Nete. Walem behoorde tot het Hertogdom Brabant, in tegenstelling tot Mechelen wat een Luikse enclave was. Dit Brabantse deel, het Land van Mechelen, werd aanvankelijk bestuurd door de familie Berthout. Omstreeks 1200 werd de polder Battenbroek ingedijkt. Hierdoor week het overstromingsgevaar van de Nete en beschikte men over vruchtbare grond. 
Hier bevond zich het fort Ten Donkske dat omstreeks 1570 door de Spaansgezinden werd gebouwd. Begin 19e eeuw kwam er een azijnfabriek in, in 1836 een fabriek voor verf- en meststoffen en in 1926 werd het gesloopt.
Omstreeks 1200 werd Walem een zelfstandige parochie en in 1227 of eerder werd de Abdij van Rozendaal gesticht.
Vooral in de 1e helft van de 15e eeuw kwam Walem tot bloei, mede door de gunstige verkeersligging en de lakennijverheid. In 1542 werd Walem echter verwoest door de Gelderse troepen van Maarten van Rossum en in 1576 door Spaanse troepen. In de 17e en 18e eeuw kwam Walem weer tot enige bloei. In 1706 werd de Grote Steenweg (tegenwoordig: Koning Albertstraat) vernieuwd. In 1794 kwam Walem bij het departement Beide Nethen, de latere provincie Antwerpen. In 1977 werd Walem een deelgemeente van de fusiegemeente Mechelen.

## Geografie
Walem ligt ten noorden van het stadscentrum en de industriezone Mechelen-Noord. Het dorp ligt nabij de rivier de Nete, die samen met de Dijle een groot stuk van de grenzen van het grondgebied vormt.

## Bezienswaardigheden

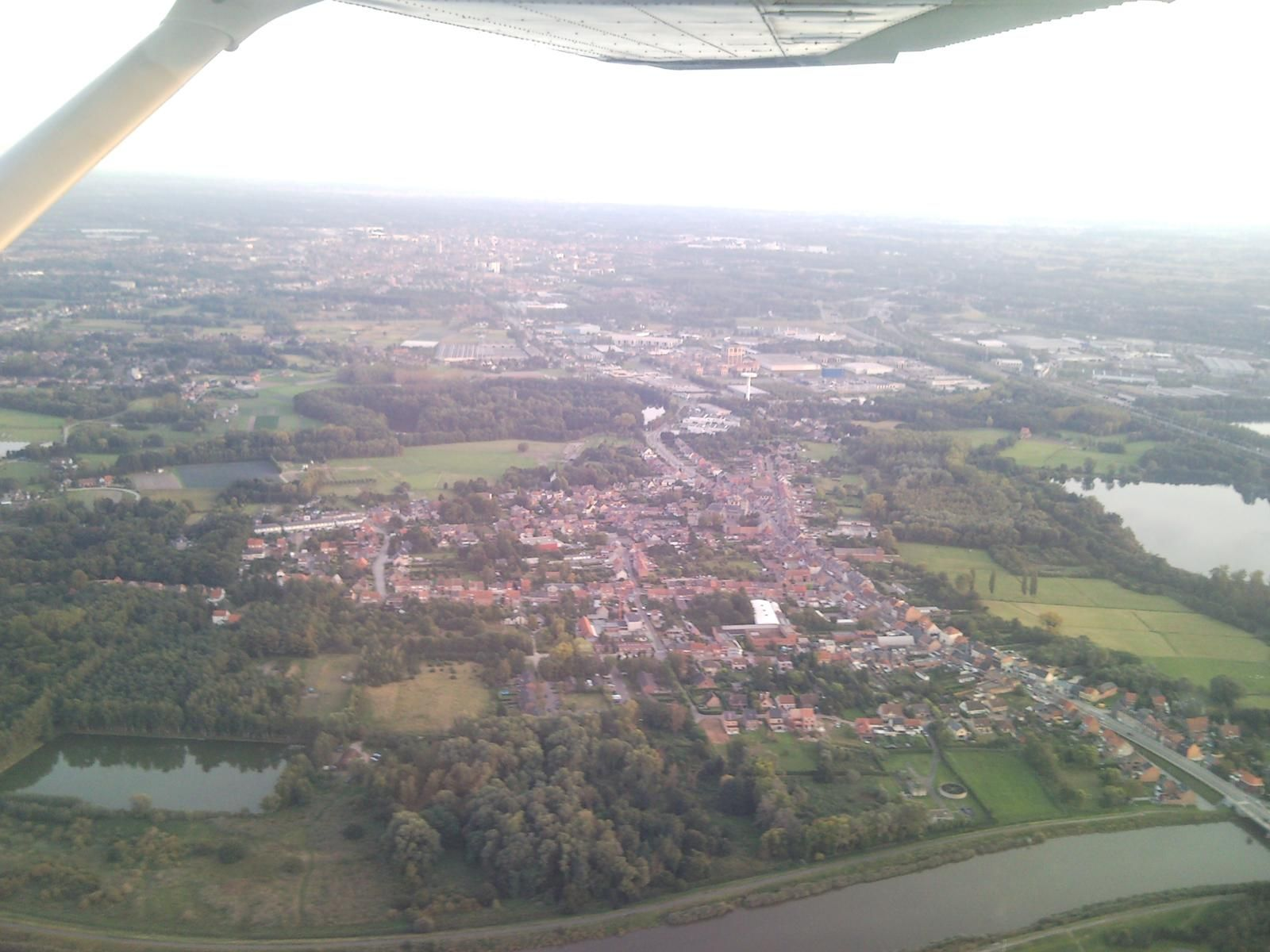
Walem

- Het Fort van Walem, een overblijfsel van de fortengordel rond Antwerpen aangelegd in de 2e helft van de 19e eeuw, werd vroeger geregeld gebruikt voor oefeningen van het Rode Kruis, daarna was de civiele bescherming er gevestigd.
- De voormalige abdij van Rozendaal, die gesticht werd rond 1225.
- Het Kasteel van Battenbroek
- De Onze-Lieve-Vrouw van Bijstandkerk
- De begraafplaats rond de kerk met een rijk funerair erfgoed, een oorlogsmonument, oorlogsgraf en een vredesboom.
- Het neoclassicistisch gemeentehuis daterend uit de 19de eeuw
- Het 'Oudt Klooster' uit de eerste helft van de 19de eeuw maar met mogelijks oudere kern tot 1730[1] Daarachter een tuin met Mariagrot (privé).

## Natuur en landschap
Walem ligt aan de Nete. In het westen loopt de Dijle. Een belangrijk natuurgebied is Battenbroek.

## Demografische ontwikkeling
- Bronnen:NIS, Opm:1806 tot en met 1970=volkstellingen; 1976 = inwoneraantal op 31 december

## Geboren
- Pieter-Frans De Noter (1779-1842), kunstschilder
- Jan-Baptist De Noter (1786-1855), beeldend kunstenaar, broer van Pieter-Frans
- Gaston en Louis Crauwels (1923-1962 en 1927-1962), missionarissen vermoord tijdens de moordpartij van Kongolo
- Frans Feremans (1924-2007), atleet en wielrenner

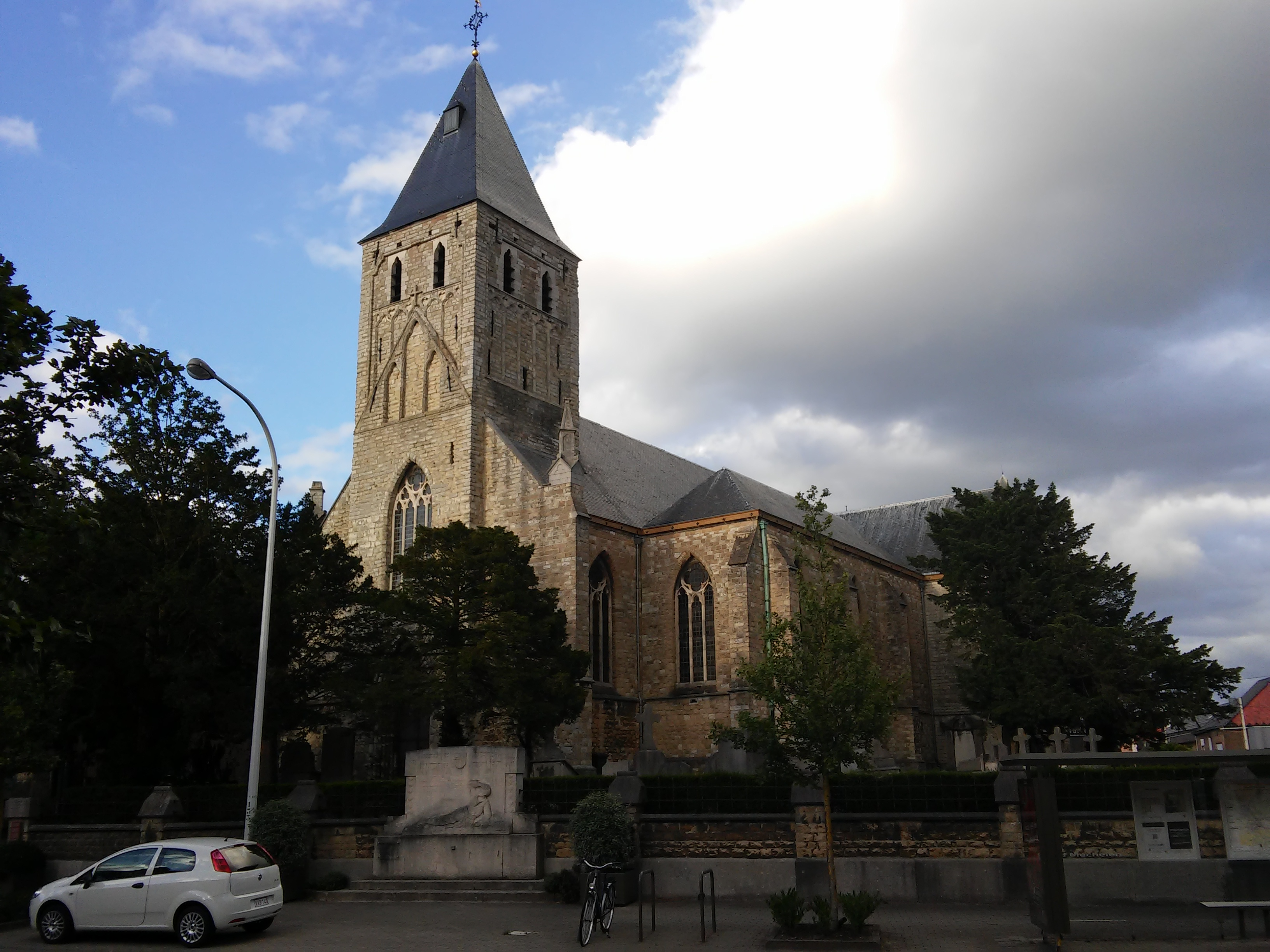
Onze-Lieve-Vrouw van Bijstand

## Nabijgelegen kernen
Elzestraat, Mechelen, Battel, Heindonk, Rumst, Waarloos
Deelgemeenten: Heffen · Hombeek · Leest · Mechelen · Muizen · Walem

Belgische gemeenten · Arrondissement Mechelen · Antwerpen · Vlaanderen
Personen: Alfons Van den Eynde · Pelagie Waeyenbergh · Felix Brouwers · Werktuigen: Ezel · Kat · Mechelse spade · Methoden: Gewente · Organisaties en bedrijven: 't Grom · Marie Thumas · Plaatsen: Sint-Katelijne-Waver · Mechelen · Onze-Lieve-Vrouw-Waver · Duffel · Walem · Monumenten: Midzeelhoeve
1. ↑  Oudt Klooster. inventaris.onroerenderfgoed.be (29 maart 2019). Geraadpleegd op 1 oktober 2024.